# Всесвітній тиждень грошей
Всесвітній тиждень грошей (англ. Global Money Week (GMW) — щорічна глобальна фінансова інформаційна кампанія, що включає акції та заходи з фінансової обізнаності для дітей та юнацтва. котрі відбуваються в березні кожного року. Він координується Секретаріатом з питань фінансів дітей та молоді (CYFI) для підвищення обізнаності щодо економічного громадянства та безпосередньо залучення дітей та молоді у всьому світі.

## Загальний опис
Відзначення Глобального тижня грошей складається з низки заходів, що проводяться на регіональному, національному та місцевому рівнях партнерами та зацікавленими сторонами Руху у справах дітей та молоді та спрямовані на залучення дітей, молоді та їх громад до участі у фінансовій освіті та фінансове включення.
Згідно з вебсайтом Global Money Week, GMW — це щорічне всесвітнє свято, ініційоване International & Youth Finance International International (CYFI), з місцевими та регіональними заходами та заходами, спрямоване на те, щоб надихнути дітей та молодь на розвиток фінансової грамотності, заощадження, створення засобів для існування" працевлаштуватися та стати підприємцем ".

## GMW в попередні роки
З появою ініціативи щодо проведення GMW, започаткованої 2012 року, кількість країн-учасниць постійно зростає:
- 2012 р.— 21 країна;
- 2013 р. — 80 країн;
- 2014 р. — 118 країн;
- 2015 р. — 124 країни;
- 2016 р. — 132 країни;
- 2017 р. — 137 країн;
- 2018 р. — 151 країна;
- 2019 р. — 152 країни.

У 2013 році в GMW було залучено приблизно 1 мільйон дітей у 80 країнах, починаючи з Європи, Америки, Африки, Азії та Близького Сходу. Понад 1000 заходів було організовано 403 організаціями, такими як громадські організації, центральні банки, міністерства фінансів, корпорації та школи.
У GMW 2014 року взяли участь 3 мільйони дітей, 118 країн, понад 2000 заходів та 490 організацій, що займаються темою підприємництва: серед них центральні банки, урядові органи, навчальні заклади. Під час події 2014 року вперше спільно працювали багатогалузеві організації.
Під час GMW 2015 р. провідною була тема «Збережіть сьогодні, безпечне завтра». Понад 5,6 мільйонів дітей та молоді взяли участь у святкуванні у 124 країнах.
У 2016 році GMW розширилася ще більше, охопивши понад 7 мільйонів дітей та молоді у 132 країнах. Все більша кількість країн та організацій брали участь у підтримці мільйонів молодих людей, які прагли знати про гроші, оволодіти фінансовою грамотністю та підприємницькою діяльністю під час урочистих заходів, проведених у рамках Всесвітнього тижня грошей у 2016 році, присвячених темі «Візьміть участь, економте розумний».
Заходи GMW у 2017 році відбувалися з 27 березня по 2 квітня, на тему «Дізнайтеся, заощаджуйте заробляти»:
- Дізнайтеся: Освіта дітей та молоді про їхні соціальні та економічні права та обов'язки є ключовим фактором для створення покоління здібних дорослих, які можуть приймати мудрі рішення щодо свого майбутнього
- Зберегти: Дітям та молоді важливо розвивати розумні навички заощадження з раннього віку, щоб розвивати ключові навички управління грошима для подальшого життя
- Заробіток: Розвиток навичок життєдіяльності або отримання підприємницької підготовки допомагає дітям та молоді отримати роботу або побудувати власний бізнес та розвинути свою кар'єру.
- Всесвітній тиждень грошей проводять щороку — в березні.

### Просвітницькі заходи Global Money Week— 2019 в Україні
охопили понад 185 тисяч українських учнів та студентів із 12 вишів, 31 фінансової установи, 38 медіа-організацій, 5 музеїв грошей, 758 шкіл, університетів та інших організацій. Кампанія відбувалася протягом усього березня. Тиждень офіційно розпочався грою "Що? Де? Скільки? ". Протягом тижня діти та молодь у всій країні брали участь у семінарах та тренінгах, дізнавалися, як управляти особистими фінансами та як заощаджувати. Вони відвідували фінансові установи та музеї грошей, брали участь у ярмарках, скарбничках, виставках книг та малюнків, брали участь у селфі, поетичних конкурсах та відео-конкурсах.
НБУ, Фонд гарантування вкладів, комерційні банки та небанківські фінансові установи провели Дні відкритих дверей. НБУ організував понад 100 заходів у своєму офісі та запустив спеціальний вебсайт GMW, де кожен охочий міг знайти матеріали лекцій та семінарів або розглянути ідеї, як відсвяткувати GMW в інтерактивному режимі.
Усі заходи GMW-2019 широко висвітлювалися в пресі та соціальних мережах. НБУ та його партнери активно рекламували заходи на своїх сторінках соціальних медіа, аби залучити більше учасників.
2020 року GMW відбудеться з 23 по 29 березня. Офіційне гасло Всесвітнього тижня грошей 2020 року: «Навчайся! Заощаджуй! Заробляй!» («Learn. Save. Earn»)

## Види діяльності

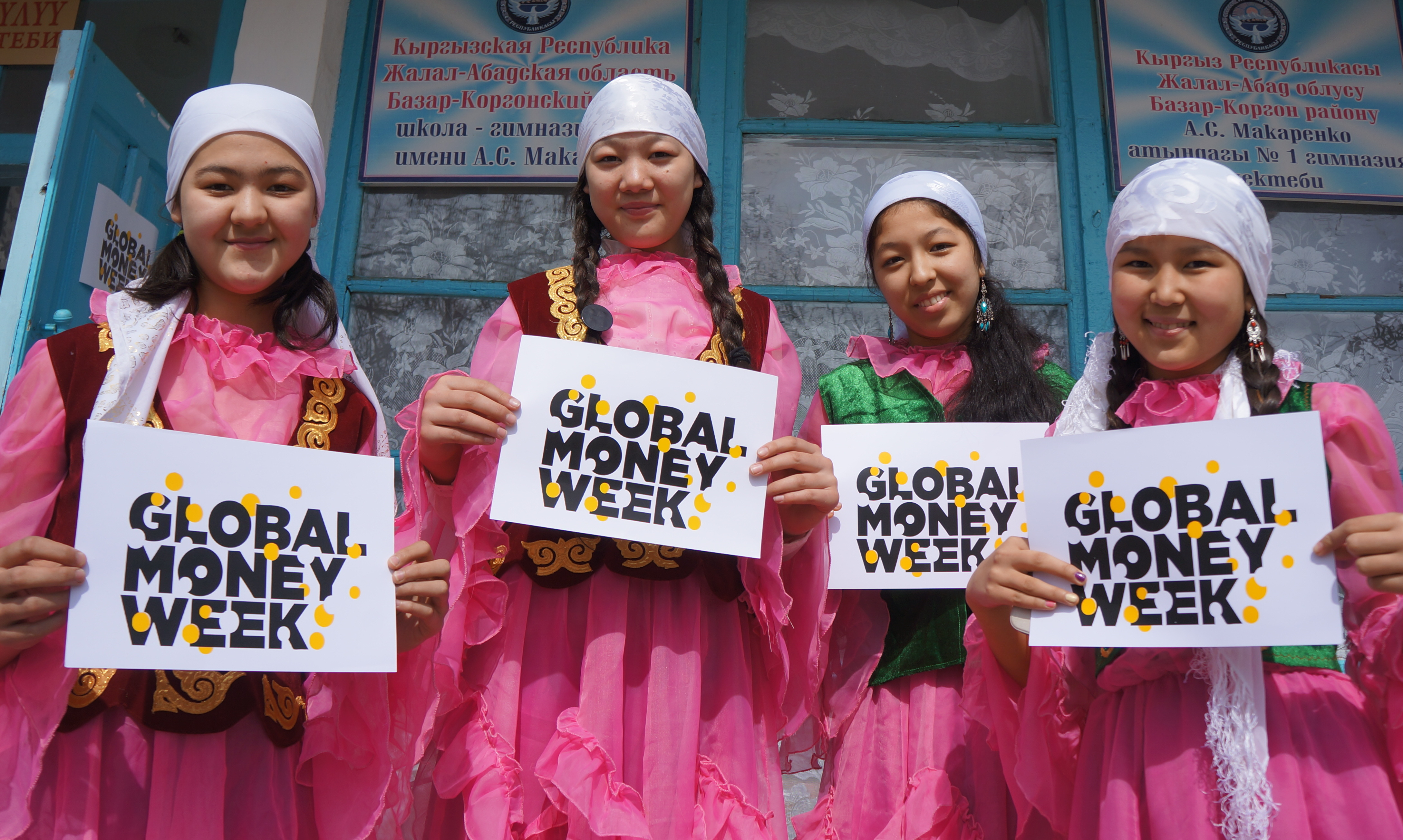
Святкування GMW в Киргизії

Основна мета Всесвітнього тижня грошей:
- привернути увагу суспільства до фінансової освіти й фінансової грамотності;
- надихнути дітей і молодь дізнатися більше про гроші та заощадження; як заробляти, управляти власними фінансами, вести бізнес тощо;
- розповісти дітям і молоді про всі аспекти, пов'язані з грошима, за допомогою веселих та цікавих інтерактивних заходів.

Під час Глобального тижня грошей діти та молодь беруть активну участь у плануванні, організації та актуалізації заходів. Заходи, організовані під час GMW для дітей та молоді, є численними, і вони включають (серед інших): молодіжні дебати, бесіди видатних громадських діячів, вебінари, відвідування національних банків, парламентів, фондових бірж, грошових музеїв та місцевого бізнесу, виставки, мистецькі заходи, такі як театральні вистави та мультфільми, конкурси та змагання, ігри з фінансовою освітою, благодійний збір коштів, створення відео, радіо та телешоу.

## Партнери
Партнери, що беруть участь в організації та проведенні заходів, що відбуваються під час GMW, різні — від центральних банків до міністерств фінансів та освіти, громадських організацій, шкіл, корпорацій, професійних органів та ЗМІ. До партнерів належать організації громадянського суспільства, такі як Aflatoun, Children International, Save the Children та World Vision. Помітні фінансові установи брали участь у Всесвітньому тижні грошей, такі як ING Group, NASDAQ OMX Group, VISA, MasterCard та NYSE Euronext, а також фондові біржі багатьох країн, таких як Бельгія, Литва, Кенія, Малайзія, Швеція та Велика Британія, назвати декілька. Повний список можна знайти в Інтернеті.